# Dinopithecus
Dinopithecus is een geslacht van uitgestorven bavianen dat leefde tijdens het Plioceen. Vanwege zijn grootte wordt deze aap ook wel 'reuzenbaviaan' genoemd.
Dinopithecus kwam tijdens het Plioceen voor in oostelijk en zuidelijk Afrika. Mannelijk dieren hadden een schouderhoogte van anderhalve meter. Het was een omnivoor en het gebit wijst er op dat gras bij Dinopithecus een belangrijker aandeel in het voedingspatroon had dan de hedendaagse bavianen.